# Amy Sène
Amy Sène (Lorient, 6 aprile 1986) è un'ex martellista senegalese con cittadinanza francese.

## Biografia
Nata in Francia, ha conquistato il titolo juniores nazionale nel 2005 e gareggiato per la nazionale natia agli Europei under 23 del 2007. Dal 2009 ha deciso di competere alle competizioni internazionali rivestendo i colori della patria genitoriale, il Senegal, con cui ottiene il primo successo ai campionati africani del 2010 con una medaglia d'oro.
Nel 2012 ai campionati francesi batte il record africano della specialità con un lancio da  69,10 m, ed è la prima martellista a rappresentare il Senegal ai Giochi olimpici con la sua partecipazione a Londra 2012.
Migliora il record africano nel 2014 e nel 2016, oltre a partecipare alle Olimpiadi di Rio de Janeiro 2016, conquista il record di misura ai campionati africani, appartenuto fino a quel momento da Marwa Hussein.

## Record nazionali
Seniores
- Lancio del martello: 69,70 m ( Forbach, 25 maggio 2014)

## Palmarès
| Anno                            | Manifestazione           | Sede           | Evento              | Risultato | Prestazione | Note                                     |
| ------------------------------- | ------------------------ | -------------- | ------------------- | --------- | ----------- | ---------------------------------------- |
| In rappresentanza della Francia |                          |                |                     |           |             |                                          |
| 2007                            | Europei U23              | Debrecen       | Lancio del martello | 16ª (q)   | 57,85 m     |                                          |
| In rappresentanza del Senegal   |                          |                |                     |           |             |                                          |
| 2010                            | Campionati africani      | Nairobi        | Lancio del martello | Oro       | 64,11 m     | Record nazionale                         |
| 2011                            | Mondiali                 | Taegu          | Lancio del martello | 22ª (q)   | 66,15 m     |                                          |
| 2011                            | Giochi panafricani       | Maputo         | Lancio del martello | Oro       | 61,48 m     |                                          |
| 2012                            | Campionati africani      | Porto-Novo     | Lancio del martello | Oro       | 65,55 m     |                                          |
| 2012                            | Giochi olimpici          | Londra         | Lancio del martello | 32ª (q)   | 65,49 m     |                                          |
| 2013                            | Mondiali                 | Mosca          | Lancio del martello | 21ª (q)   | 65,58 m     | Miglior prestazione personale stagionale |
| 2013                            | Giochi della Francofonia | Nizza          | Lancio del martello | 7ª        | 65,13 m     |                                          |
| 2014                            | Campionati africani      | Marrakech      | Lancio del martello | Argento   | 64,46 m     |                                          |
| 2015                            | Giochi panafricani       | Brazzaville    | Lancio del martello | Argento   | 63,64 m     |                                          |
| 2016                            | Campionati africani      | Durban         | Lancio del martello | Oro       | 68,35 m     | Record dei campionati                    |
| 2016                            | Giochi olimpici          | Rio de Janeiro | Lancio del martello | 25ª (q)   | 64,83 m     |                                          |

## Altre competizioni internazionali
2014
- 6ª in Coppa continentale ( Marrakech) - lancio del martello - 59,18 m